# Hannappes
Ne doit pas être confondu avec Hannapes.
Hannappes est une commune française, située dans le département des Ardennes en région Grand Est.

## Géographie

### Communes limitrophes
| Aubenton           | Bossus-les-Rumigny |         |
| Logny-les-Aubenton | Hannappes          | Rumigny |
|                    | Mont-Saint-Jean    |         |

### Hydrographie
La commune est dans la région hydrographique « la Seine du confluent de l'Oise (inclus) à l'embouchure » au sein du bassin Seine-Normandie. Elle est drainée par le Ton, l'Aube, le cours d'eau 01 de la commune de Rumigny, le ruisseau de Corry, le cours d'eau 01 de la commune de Hannappes, le cours d'eau 01 de la commune de Mont-Saint-Jean et le Fossé 03 de la commune de Logny-les-Aubenton,.
Le Ton, d'une longueur de 56 km, prend sa source dans la commune d'Auvillers-les-Forges et se jette  dans l'Oise (rive gauche) à Étréaupont, après avoir traversé 15 communes.

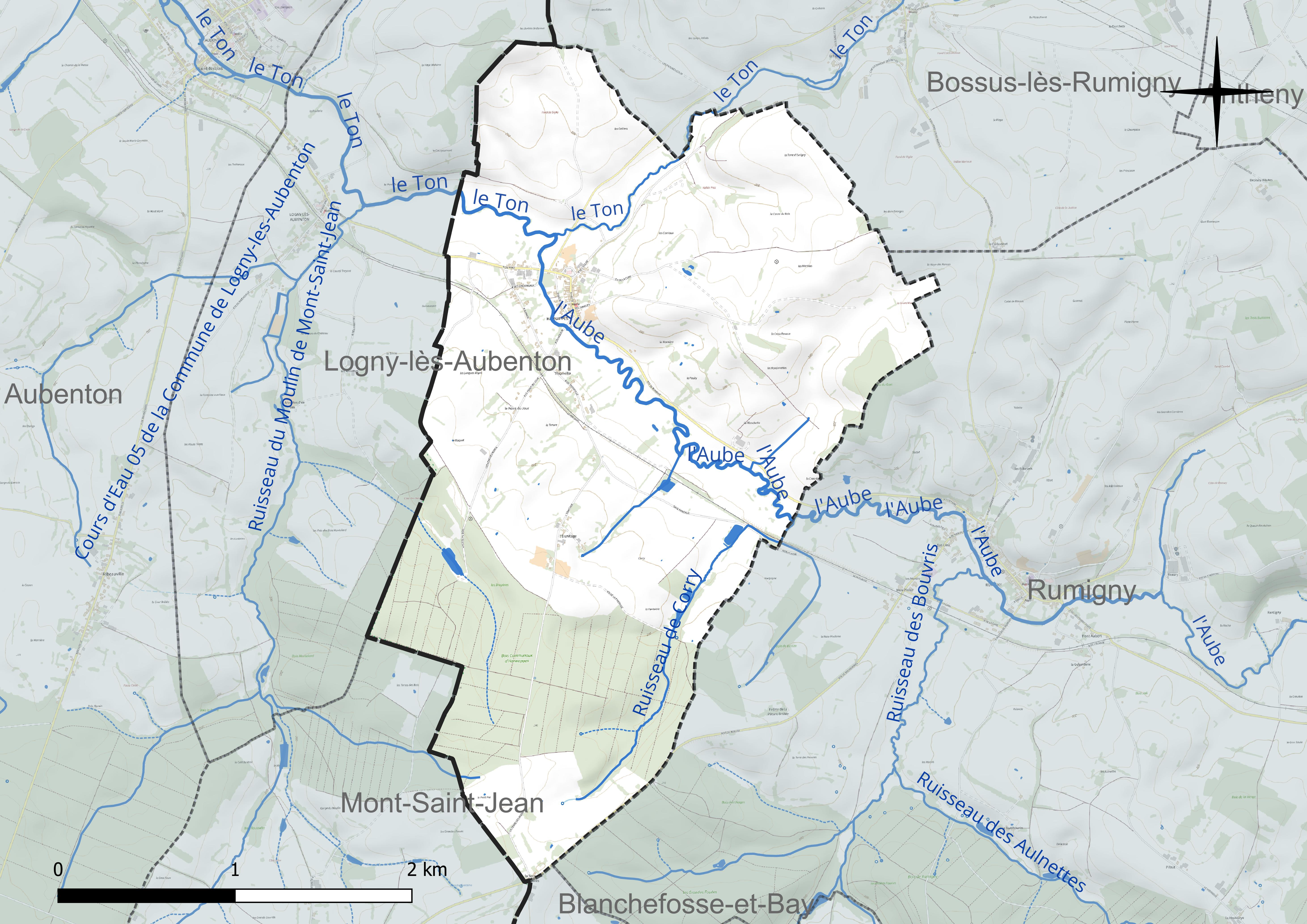
Réseau hydrographique de Hannappes.

L'Aube, d'une longueur de 18 km, prend sa source dans la commune de Flaignes-Havys et se jette  dans le Ton à Hannapes, après avoir traversé cinq communes.

### Climat
Pour des articles plus généraux, voir Climat du Grand Est et Climat des Ardennes.
En 2010, le climat de la commune est de type climat des marges montargnardes, selon une étude du Centre national de la recherche scientifique s'appuyant sur une série de données couvrant la période 1971-2000. En 2020, Météo-France publie une typologie des climats de la France métropolitaine dans laquelle la commune est exposée à un climat océanique altéré et est dans la région climatique Nord-est du bassin Parisien, caractérisée par un ensoleillement médiocre, une pluviométrie moyenne régulièrement répartie au cours de l’année et un hiver froid (3 °C).
Pour la période 1971-2000, la température annuelle moyenne est de 9,7 °C, avec une amplitude thermique annuelle de 15,5 °C. Le cumul annuel moyen de précipitations est de 940 mm, avec 13,9 jours de précipitations en janvier et 9,7 jours en juillet. Pour la période 1991-2020, la température moyenne annuelle observée sur la station météorologique de Météo-France la plus proche, « Signy-l'abbaye », sur la commune de Signy-l'Abbaye à 20 km à vol d'oiseau, est de 10,2 °C et le cumul annuel moyen de précipitations est de 1 060,5 mm. 
La température maximale relevée sur cette station est de 40 °C, atteinte le 25 juillet 2019 ; la température minimale est de −20,5 °C, atteinte le 17 janvier 1985,,.
Les paramètres climatiques de la commune ont été estimés pour le milieu du siècle (2041-2070) selon différents scénarios d'émission de gaz à effet de serre à partir des nouvelles projections climatiques de référence DRIAS-2020. Ils sont consultables sur un site dédié publié par Météo-France en novembre 2022.

## Urbanisme

### Typologie
Au 1er janvier 2024, Hannappes est catégorisée commune rurale à habitat très dispersé, selon la nouvelle grille communale de densité à 7 niveaux définie par l'Insee en 2022.
Elle est située hors unité urbaine et hors attraction des villes,.

### Occupation des sols
L'occupation des sols de la commune, telle qu'elle ressort de la base de données européenne d’occupation biophysique des sols Corine Land Cover (CLC), est marquée par l'importance des territoires agricoles (76,7 % en 2018), une proportion identique à celle de 1990 (76,7 %). La répartition détaillée en 2018 est la suivante : 
prairies (65,8 %), forêts (20,3 %), terres arables (10,3 %), zones urbanisées (3 %), zones agricoles hétérogènes (0,6 %). L'évolution de l’occupation des sols de la commune et de ses infrastructures peut être observée sur les différentes représentations cartographiques du territoire : la carte de Cassini (XVIIIe siècle), la carte d'état-major (1820-1866) et les cartes ou photos aériennes de l'IGN pour la période actuelle (1950 à aujourd'hui).

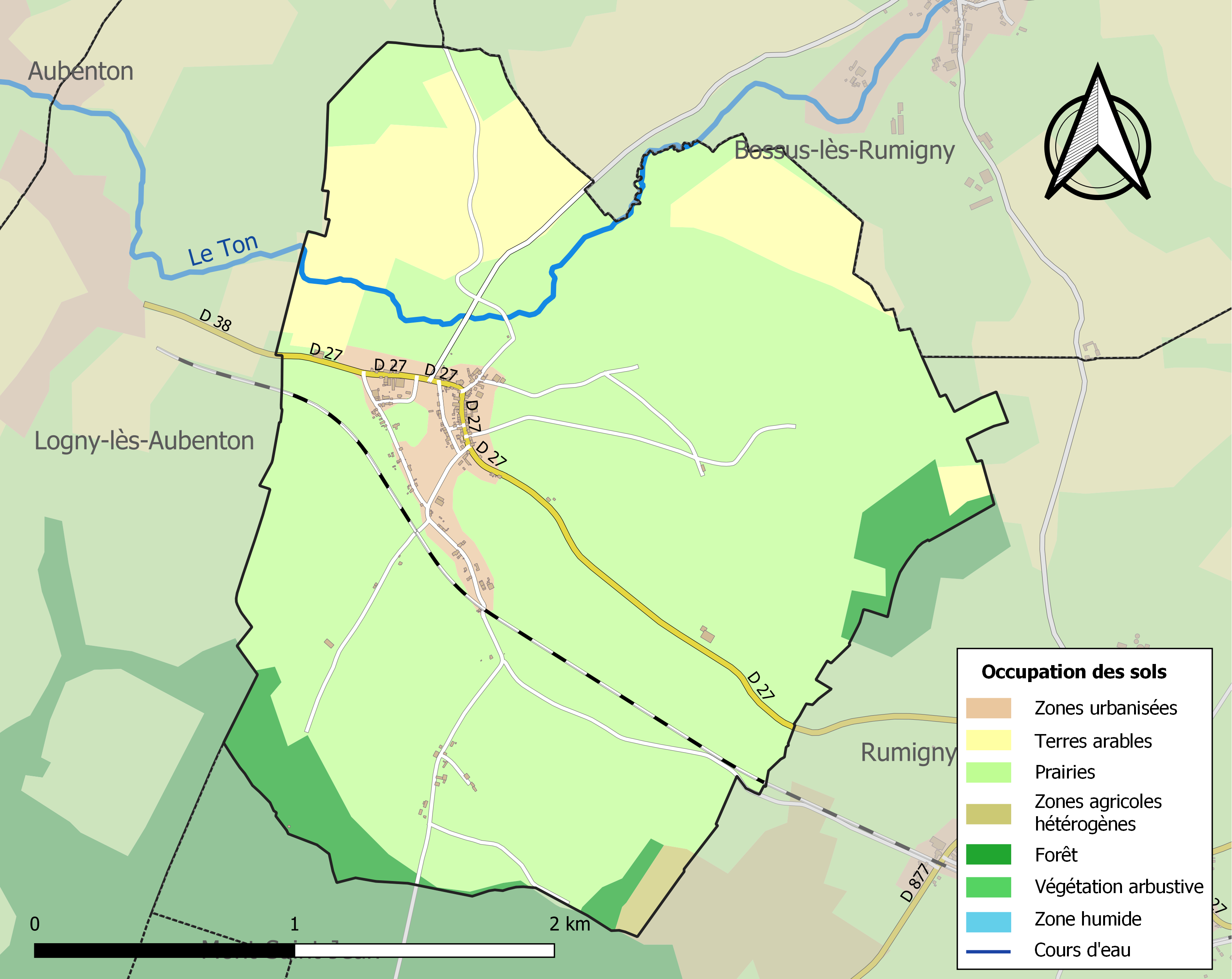
Carte des infrastructures et de l'occupation des sols de la commune en 2018 (CLC).

## Politique et administration
| Période                                  | Période                   | Identité                                         | Étiquette   | Qualité                        |
| ---------------------------------------- | ------------------------- | ------------------------------------------------ | ----------- | ------------------------------ |
| Les données manquantes sont à compléter. |                           |                                                  |             |                                |
| avant 1877                               | après 1879                | Dumur                                            |             |                                |
| Les données manquantes sont à compléter. |                           |                                                  |             |                                |
| 1977                                     | 1983                      | Kléber Michaux                                   |             |                                |
| 1983                                     | 1989                      | Gilles Caruel                                    |             |                                |
| 1989                                     | 2008                      | Raymond Dervin                                   | PS puis DVG | Conseiller général (1978-1992) |
| 2008                                     | 2014                      | Wilhelm Marlier                                  |             |                                |
| avril 2014                               | En cours (au 24 mai 2020) | Philippe Champion Réélu pour le mandat 2020-2026 |             |                                |

Hannappes a adhéré à la charte du parc naturel régional des Ardennes, à sa création en décembre 2011.

## Démographie
L'évolution du nombre d'habitants est connue à travers les recensements de la population effectués dans la commune depuis 1793. Pour les communes de moins de 10 000 habitants, une enquête de recensement portant sur toute la population est réalisée tous les cinq ans, les populations de référence des années intermédiaires étant quant à elles estimées par interpolation ou extrapolation. Pour la commune, le premier recensement exhaustif entrant dans le cadre du nouveau dispositif a été réalisé en 2008.

En 2022, la commune comptait 134 habitants, en évolution de −6,94 % par rapport à 2016 (Ardennes : −2,97 %, France hors Mayotte : +2,11 %).
| 1793 | 1800 | 1806 | 1821 | 1831 | 1836 | 1841 | 1846 | 1851 |
| ---- | ---- | ---- | ---- | ---- | ---- | ---- | ---- | ---- |
| 435  | 442  | 493  | 529  | 536  | 561  | 527  | 561  | 531  |

| 1866 | 1872 | 1876 | 1881 | 1886 | 1891 | 1896 | 1901 | 1906 |
| ---- | ---- | ---- | ---- | ---- | ---- | ---- | ---- | ---- |
| 441  | 432  | 392  | 396  | 409  | 410  | 352  | 332  | 384  |

| 1911 | 1921 | 1926 | 1931 | 1936 | 1946 | 1954 | 1962 | 1968 |
| ---- | ---- | ---- | ---- | ---- | ---- | ---- | ---- | ---- |
| 333  | 304  | 282  | 279  | 252  | 251  | 253  | 257  | 219  |

| 1975 | 1982 | 1990 | 1999 | 2006 | 2008 | 2013 | 2018 | 2022 |
| ---- | ---- | ---- | ---- | ---- | ---- | ---- | ---- | ---- |
| 210  | 211  | 186  | 155  | 157  | 159  | 151  | 137  | 134  |

## Culture locale et patrimoine

### Lieux et monuments
- Église Saint-Jean-Baptiste d'Hannappes.

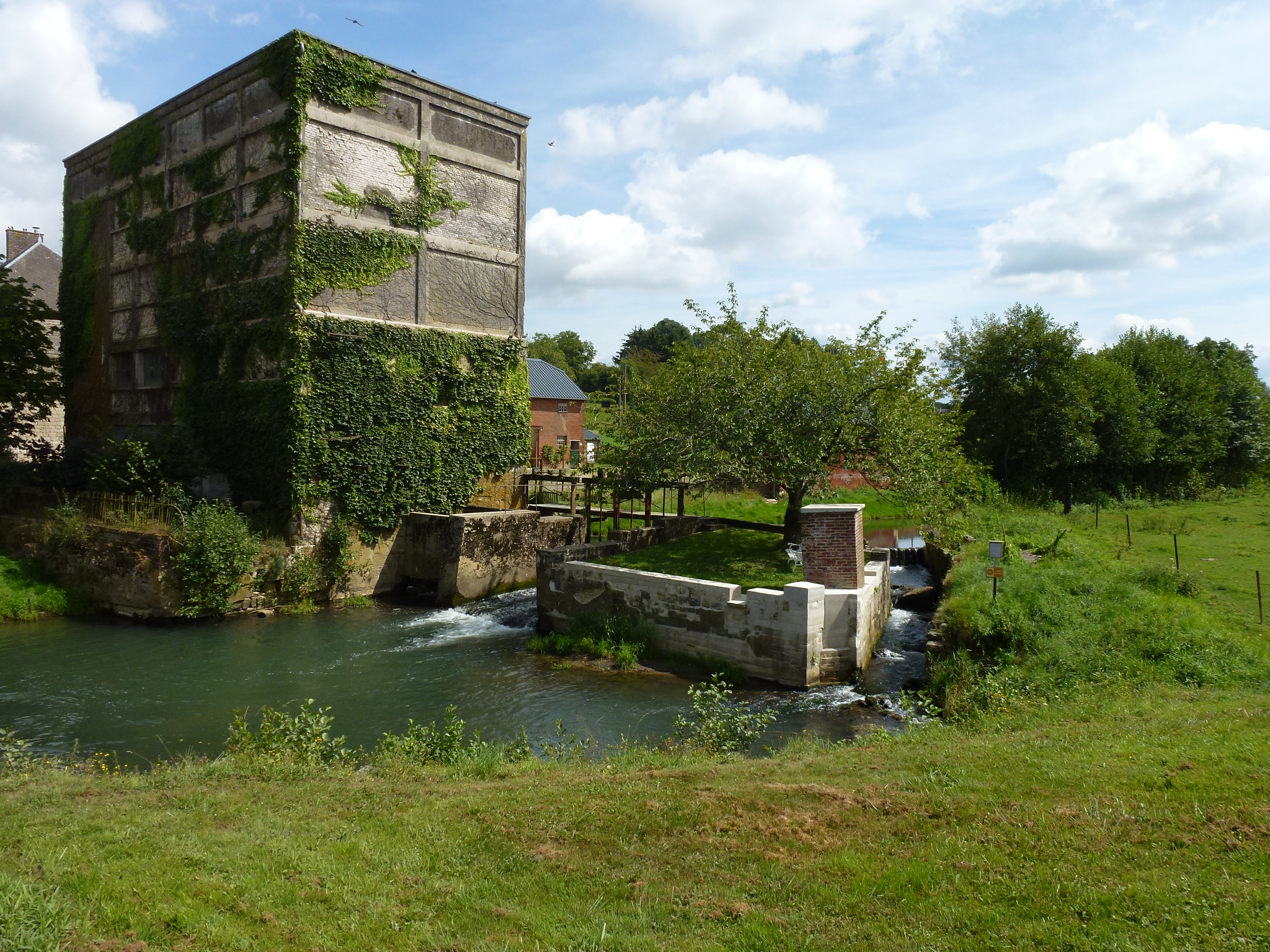
Moulin sur l'Aube.
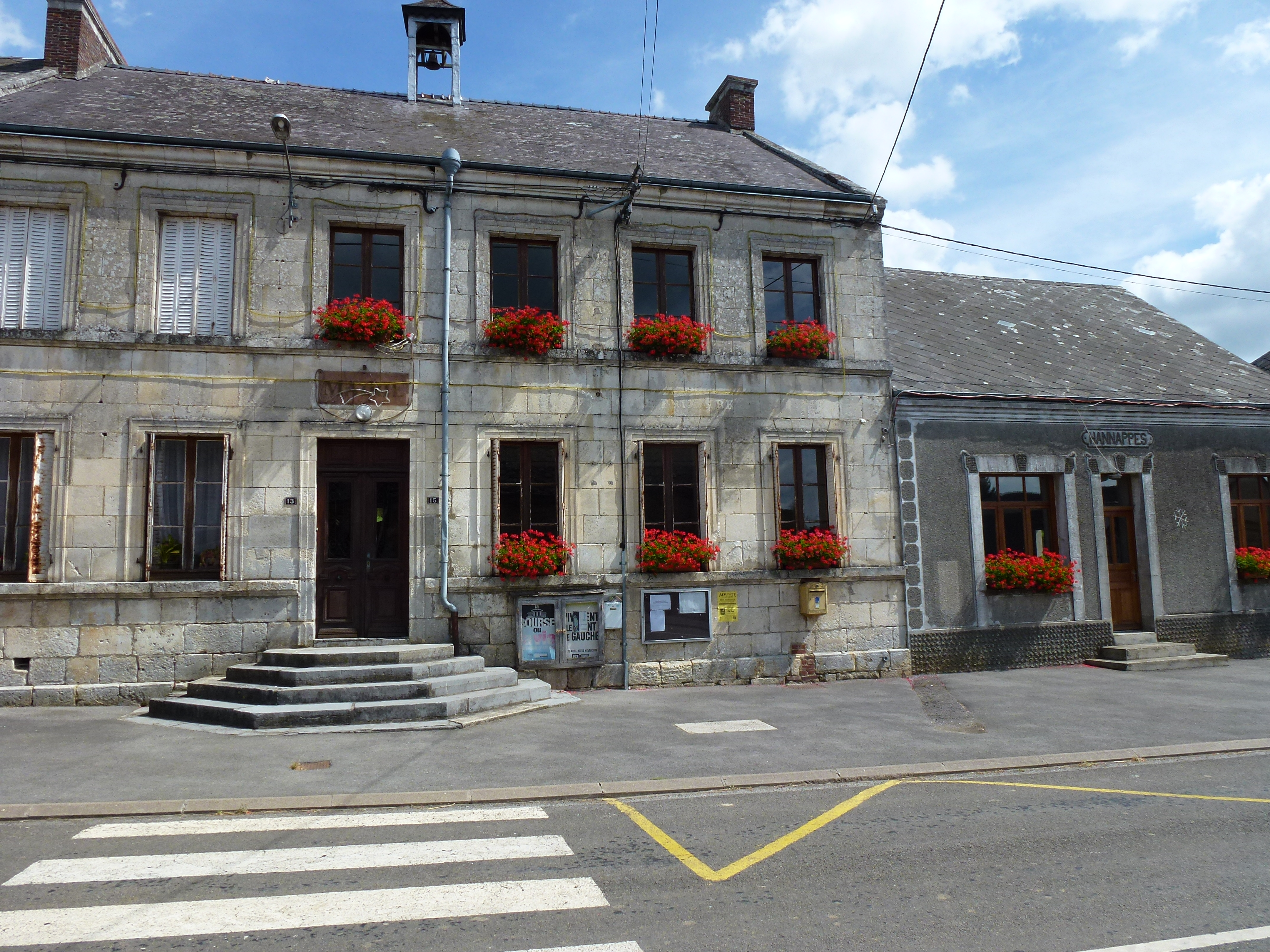
Mairie-école.
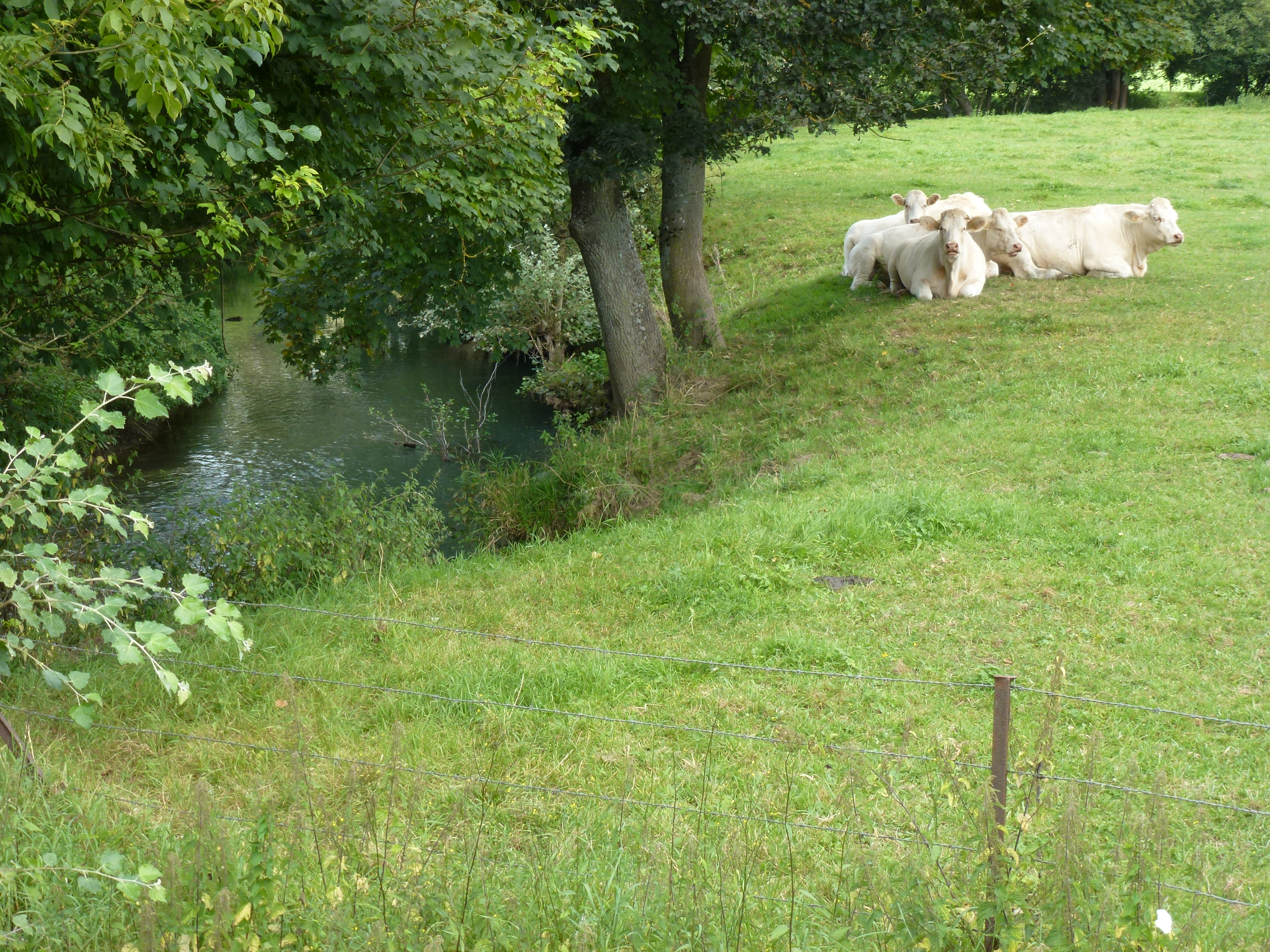
L'aube.
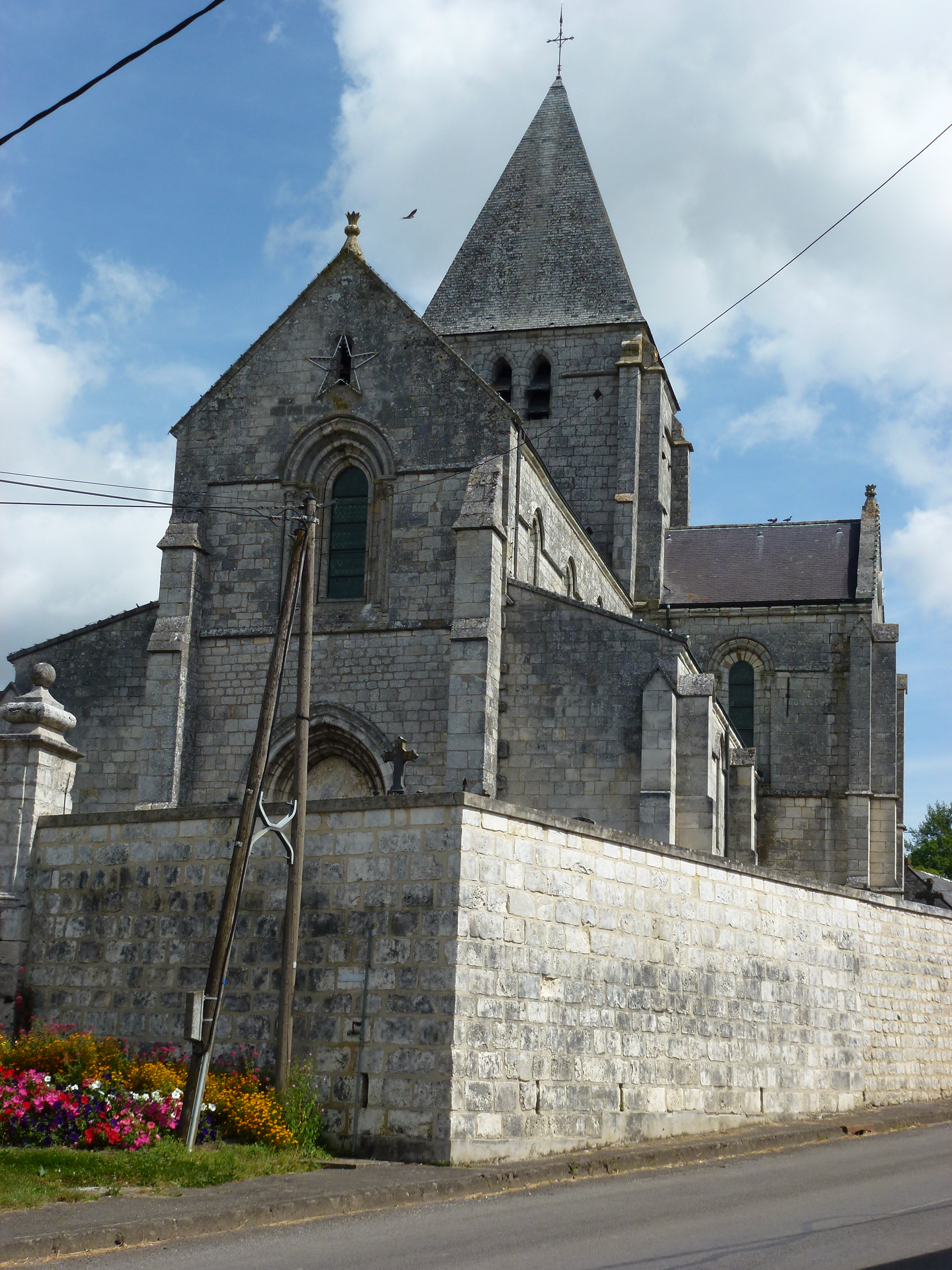
L'église.

### Personnalités liées à la commune
- Nicolas de Hanapes (vers 1225-1291), prélat de l’Église catholique romaine, y naquit.